# Tomilin Kolodes
Tomilin Kolodes (russisch Томилин Колодезь) ist ein Dorf (derewnja) in der Oblast Kursk in Russland. Es gehört zum Rajon Fatesch und zur Landgemeinde (selskoje posselenije) Bolscheschirowski selsowjet.

## Geographie
Der Ort liegt gut 31,5 km Luftlinie nordwestlich des Oblastverwaltungszentrums Kursk im südwestlichen Teil der Mittelrussischen Platte, 13 km südöstlich des Rajonverwaltungszentrums Fatesch, 4,5 km vom Sitz des Dorfsowjet – Bolschoje Schirowo, 98 km von der Grenze zwischen Russland und der Ukraine.

### Klima
Das Klima im Ort ist wie im Rest des Rajons kalt und gemäßigt. Es gibt während des Jahres eine erhebliche Niederschlagsmenge. Dfb lautet die Klassifikation des Klimas nach Köppen und Geiger.

## Bevölkerungsentwicklung
| Jahr | Einwohner |
| ---- | --------- |
| 2002 | 90        |
| 2010 | 57        |

Anmerkung: Volkszählungsdaten

## Verkehr
Tomilin Kolodes liegt 3 km von der Fernstraße föderaler Bedeutung M2 „Krim“ als Teil der Europastraße E105, 27 km von der Straße regionaler Bedeutung 38K-018 (Kursk – Ponyri), 6,5 km von der Straße 38K-039 (Fatesch – 38K-018), 1 km von der Straße interkommunaler Bedeutung 38N-221 (M2 „Krim“ – Kromskaja) und 29 km vor nächsten Eisenbahnhaltestelle Bukrejewka (Eisenbahnstrecke Orjol – Kursk) entfernt.
Der Ort liegt 154 km vom internationalen Flughafen von Belgorod entfernt.